# Văn Tiến Dũng

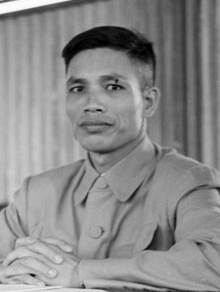
Văn Tiến Dũng (1954)

Văn Tiến Dũng (Aliasname: Lê Hoài; * 2. Mai 1917 in Cổ Nhuế, Từ Liêm, Hanoi, Französisch-Indochina; † 17. März 2002 in Hanoi) war ein Politiker der Kommunistischen Partei Vietnams KPV (Đảng Cộng sản Việt Nam) in der Sozialistischen Republik Vietnam und General, der unter anderem im Indochinakrieg 1953 Chef des Generalstabes der Vietnamesischen Volksarmee (Quân Đội Nhân Dân Việt Nam) wurde und diese Funktion auch während Vietnamkrieges bis 1978 innehatte. Er war von 1960 bis 1972 erst Kandidat und danach zwischen 1972 und 1986 Mitglied des Politbüros des Zentralkomitees (ZK) der KPV war. Im Frühjahr 1975 leitete er die letzte kommunistische Offensive gegen das von den USA unterstützte Südvietnam. Der Krieg endete am 30. April 1975, als nordvietnamesische Panzer durch die Tore des Präsidentenpalastes in Saigon, der Hauptstadt Südvietnams, rollten. Sein militärischer Ruf in Vietnam steht nach dem der Schlachtfeldlegende General Võ Nguyên Giáp an zweiter Stelle, der zusammen mit Hồ Chí Minh und Phạm Văn Đồng als einer der Architekten der kommunistischen Revolution des Landes galt. Văn Tiến Dũng löste Võ Nguyên Giáp 1980 als Verteidigungsminister ab und war ein Befürworter einer großen stehenden Armee. Er wurde innerhalb der Armee wegen seines autokratischen Stils und Gerüchten über Korruption in der Familie kritisiert und 1987 im Zuge einer Kabinettsumbildung ersetzt.

## Leben

### Beginn des politischen Engagements, Eintritt in die Volksarmee und Indochinakrieg

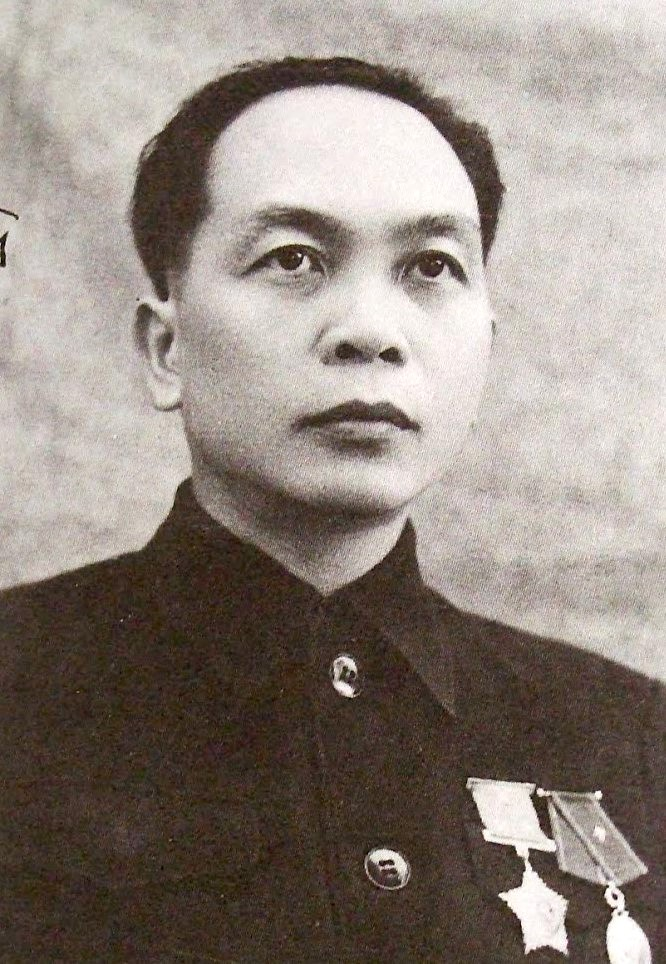
Neben General Võ Nguyên Giáp, den er 1980 als Verteidigungsminister ablöste, war Văn Tiến Dũng einer der führenden Generale im Indochinakrieg sowie im Vietnamkrieg.

Văn Tiến Dũng arbeitete zwischen 1935 und 1938 in einer Textilfabrik in Hanoi und nahm 1936 an der öffentlichen Kampfbewegung der Arbeiter von Hanoi unter Führung der Kommunistischen Partei Indochinas teil. Im Dezember 1936 organisierte er den ersten Streik der Textilfabrikarbeiter in Hanoi und wurde 1938 Sekretär der Zelle der Webereiarbeiter von Hanoi. 1939 wurde er sowohl Sekretär des Ständigen Ausschusses der Gewerkschaftsföderation von Hanoi als Mitglied des Exekutivkomitees des Parteikomitees von Hanoi. Im Juli 1939 wurde er zunächst für drei Tage von der französischen Kolonialmacht verhaftet und im nach seiner zweiten Verhaftung im September 1939 zu zwei Jahren Gefängnis verurteilt und ins Gefängnis Sơn La verbannt. Dort trat er dem Parteikomitee des Gefängnisses bei und entkam im September 1941 auf dem Transport vom Sơn La-Gefängnis nach Hanoi. In Hanoi wurde er Mitglied einer Parteiorganisation, die von ehemaligen Inhaftierten des Sơn La-Gefängnisses gegründet wurde. Danach nahm er heimlich Kontakt zur Partei auf und arbeitete auf eigene Faust daran, eine revolutionäre Basis in Mỹ Đức zu schaffen. Im März 1943 wurde er Sekretär des Parteikomitees von Hà Đông und im Juni 1943 Mitglied des Parteikomitees von Nordvietnam. Nachdem er am 8. Januar 1944 Sekretär des Parteikomitees der Provinz Bắc Ninh wurde, übernahm er im April 1944 den Posten als Sekretär des Parteikomitees von Nordvietnam. Im August 1944 wurde er zum dritten Mal von den französischen Kolonialtruppen verhaftet, woraufhin ihm im Dezember 1944 die Flucht aus dem Gefängnis gelang. Im Januar 1945 wurde er von der französischen Kolonialmacht wegen weiterer Aktivitäten in Abwesenheit zum Tode verurteilt.
Im April 1945 wurde Văn Tiến Dũng Ständiges Mitglied des Revolutionären Militärkomitees von Tonkin (Bắc Kỳ) und des Militärkommandos Nordindochina. Dort wurde er mit der Organisation der sogenannten „Quang Trung“-Kriegszone beauftragt, die die Provinzen Hòa Bình, Ninh Bình und Thanh Hóa umfasste. Gleichzeitig leitete er als Sekretär des Parteikomitees der „Quang Trung“-Kriegszone die Vorbereitung und Durchführung des Aufstands zur Machtergreifung in den oben genannten Provinzen während der Augustrevolution 1945. Im August 1945 wurde ihm als Politischer Kommissar des Kriegsgebiets die Aufgabe übertragen, die Kriegszone II, die aus acht Provinzen im Nordwesten und Südwesten des Nordens bestand, einzurichten und gehörte als Mitglied der Zentralen Militärkommission an. Im Dezember 1946 wurde er Direktor der Politischen Abteilung der Vietnamesischen Volksarmee und außerdem stellvertretender Sekretär der Zentralen Militärkommission. 1948 erfolgte die Verleihung des Ranges eines Generalmajors (Thiếu tướng) der Vietnamesischen Volksarmee und war als solcher im Indochinakrieg zwischen Oktober 1949 und 1950 Politischer Kommissar der Interregion 3, Kommandeur der Militärregion sowie Mitglied des Ständigen Ausschusses des regionalen Parteikomitees der Region 3. Im weiteren Kriegsverlauf war er von 1951 bis 1953 Politkommissar und Kommandeur der 320. Division (Sư đoàn 320) im Norddelta. Auf dem II. Nationalkongress der KPV (11. bis 19. Februar 1951) wurde er Kandidat des ZK der KPV.

### Chef des Generalstabes, Vietnamkrieg, Politbüromitglied und Verteidigungsminister

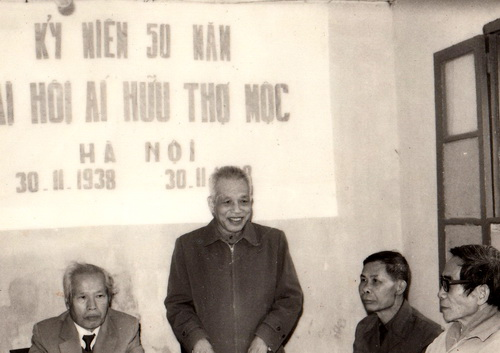
Văn Tiến Dũng (links) mit Minister Hà Kế Tấn und Generalmajor Lê Tiến Phục (2. v.r.)

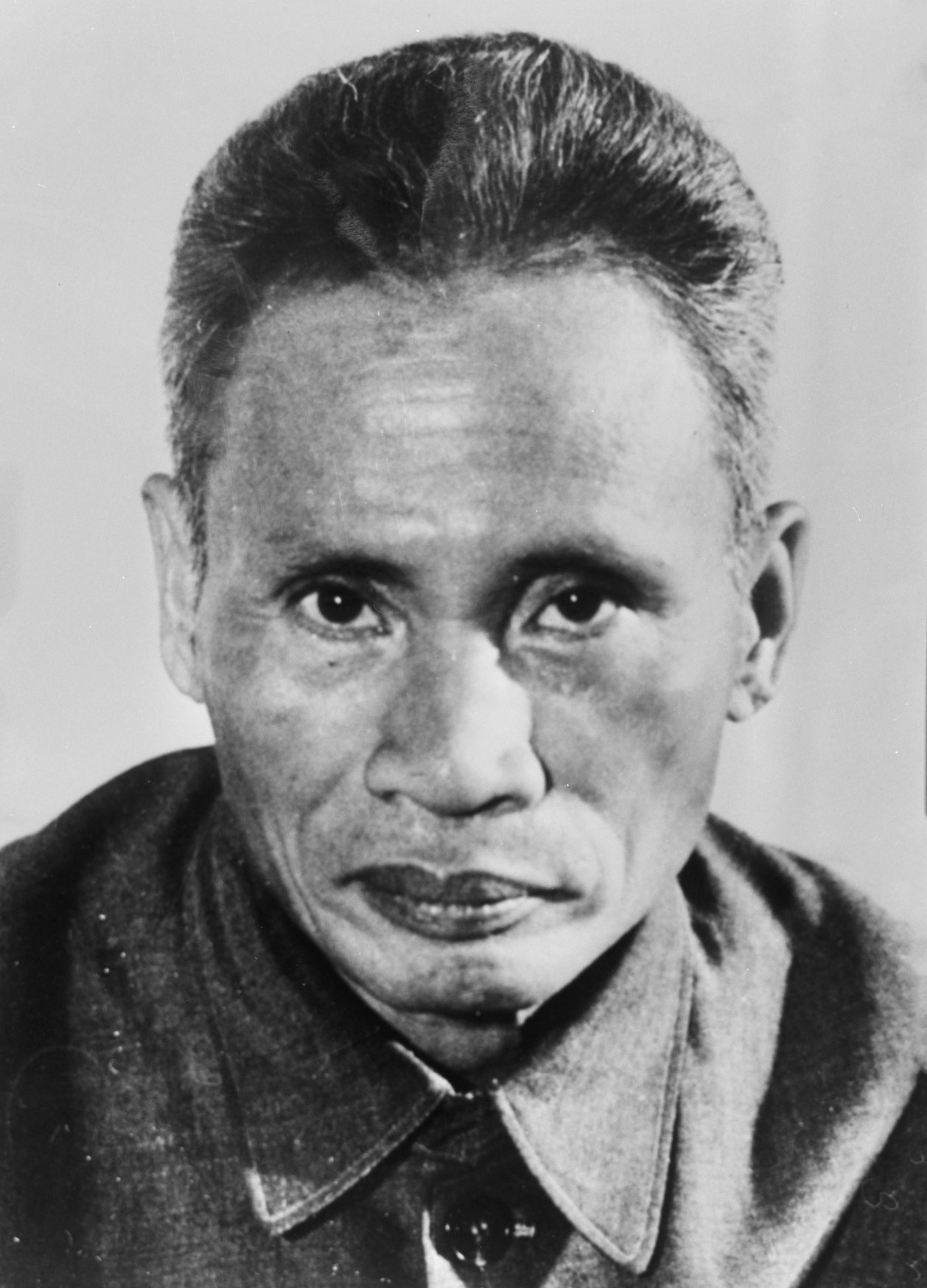
Im Kabinett Premierminister Phạm Văn Đồng war General Văn Tiến Dũng zwischen 1980 und 1987 Minister für nationale Verteidigung.

Im November 1953 wurde Generalmajor Văn Tiến Dũng als Nachfolger von Hoàng Văn Thái Chef des Generalstabs der Vietnamesischen Volksarmee und bekleidete diesen militärischen Spitzenposten nicht nur im Indochinakrieg, sondern bis zu seiner Ablösung durch Lê Trọng Tấn im Mai 1978 auch im Vietnamkrieg. Im Mai 1954 wurde er nach der Niederlage Frankreichs in der Schlacht um Điện Biên Phủ Leiter der Delegation des Generalkommandos der Volksarmee im Gemeinsamen Waffenstillstandskomitee bei der Genfer Indochinakonferenz. Im August 1959 erfolgte seine Beförderung zum Generaloberst (Thượng tướng). Auf dem III. Nationalkongress im September 1960 wurde er erstmalig zum Mitglied des ZK der KPV gewählt und gehörte diesem Gremium nach seinen Bestätigungen auf dem IV. Nationalkongress (14. bis 20. Dezember 1976), dem V. Nationalkongress (27. bis 31. März 1982) und dem VI. Nationalkongress (15. bis 18. Dezember 1986) bis zum VII. Nationalkongress (24. bis 27. Juni 1991) an. Zugleich wurde er vom Zentralkomitee zum Kandidaten des Politbüros gewählt. Des Weiteren wurde er am 8. Mai 1960 Mitglied der Nationalversammlung (Quốc hội Việt Nam) und gehörte dieser von der zweiten bis zum Ende der siebten Legislaturperiode am 19. April 1987 an. Darüber hinaus war er zwischen Juli 1976 und Februar 1987 auch Mitglied des Nationalen Verteidigungsrates.
Während des Vietnamkrieges war Generaloberst Văn Tiến Dũng als Chef des Generalstabes für die Einsätze gegen die US-amerikanische Operation Rolling Thunder (2. März 1965 bis 1. November 1968), die Operation Lam Son 719 (8. Februar bis 24. März 1971), in der Schlacht um Quảng Trị (30. März bis 1. Mai 1972) und die Operation Linebacker II (18. Dezember bis 29. Dezember 1972) maßgeblich verantwortlich. Auf einem Plenum des ZK wurde er im Mai 1972 Mitglied des Politbüros des ZK. Im weiteren Verlauf des Vietnamkrieges wurde er 1974 zum General (Đại tướng) befördert und leitete zum Ende des Kriegs die Kampagne im zentralen Hochland Tây Nguyên (4. März bis 3. April 1975) und die „Hồ Chí Minh“-Kampagne (26. bis 30. April 1975), die letzte kommunistische Offensive gegen das von den USA unterstützte Südvietnam. Der Krieg endete am 30. April 1975, als nordvietnamesische Panzer durch die Tore des Präsidentenpalastes in Saigon, der Hauptstadt Südvietnams, rollten. Sein militärischer Ruf in Vietnam steht nach dem der Schlachtfeldlegende General Võ Nguyên Giáp an zweiter Stelle, der zusammen mit Hồ Chí Minh und Phạm Văn Đồng als einer der Architekten der kommunistischen Revolution des Landes galt. Auf dem IV. Nationalkongress im Dezember 1976 wurde er als Mitglied des Politbüros des ZK bestätigt. Im IV. Politbüro nahm er innerhalb der Parteihierarchie den zehnten Rang unter den 14 Politbüromitgliedern ein.
Nachdem General Văn Tiến Dũng im Mai 1978 das Amt als Chef des Generalstabes der Volksarmee nach fast 25 Dienstjahren abgegeben hatte, wurde er Erster Stellvertretender Sekretär der Zentralen Militärkommission. In dieser Funktion war er an den Planungen und der Durchführung der Operationen im Kambodschanisch-Vietnamesischen Krieg (25. Dezember 1978 bis 26. September 1989) sowie im Chinesisch-Vietnamesischen Krieg (17. Februar bis 16. März 1979) beteiligt. Als Nachfolger von Võ Nguyên Giáp übernahm er 7. Februar 1980 den Posten als Minister für Nationale Verteidigung (Bộ trưởng Quốc phòng) im Kabinett Premierminister Phạm Văn Đồng und bekleidete dieses bis zum 16. Februar 1987, woraufhin Lê Đức Anh ihn ablöste. Auf dem V. Nationalkongress wurde er zum einen als Mitglied des ZK und zum anderen als Mitglied des Politbüros bestätigt. Im V. Politbüro nahm er innerhalb der Parteihierarchie nunmehr den sechsten Rang unter den 14 Politbüromitgliedern ein. Daneben übernahm er 1984 von Lê Duẩn den Posten als Sekretär des Zentralen Militärparteikomitees, der heutigen Zentralen Militärkommission, und bekleidete diese Funktion bis zu seiner Ablösung durch Trường Chinh 1986. Auf dem VI. Nationalkongress verlor er seinen Sitz im Politbüro, wurde aber noch einmal zum Mitglied des ZK gewählt. Das ZK beauftragte ihn daraufhin mit der Leitung der Arbeit zur Zusammenfassung der Kriegserfahrungen und zur Zusammenstellung der Armeegeschichte. Nachdem er innerhalb der Armee wegen seines autokratischen Stils und Gerüchten über Korruption in der Familie kritisiert sowie am 16. Februar 1987 im Zuge einer Kabinettsumbildung als Minister für nationale Verteidigung ersetzt wurde und auf dem VII. Nationalkongress im Juni 1991 auch aus dem ZK der KPV ausgeschieden war, zog er sich aus dem politischen Laben zurück.
Aus seiner Ehe mit Cái Thị Tám (Nguyễn Thị Kỳ) gingen die Kinder Văn Thị Tuyết Mai, Văn Tiến Tình und Văn Việt Hoa hervor.

## Veröffentlichungen
- Chiến tranh nhân dân đánh thắng chiến tranh phá hoại của đế quốc Mỹ, (Der Volkskrieg besiegte den zerstörerischen Krieg des amerikanischen Imperialismus), Hanoi 1968
- Mấy vấn đề nghệ thuật quân sự Việt Nam, (Einige Probleme der vietnamesischen Militärkunst), Hanoi 1974
- Mấy vấn đề kết hợp xây dựng kinh tế với củng cố quốc phòng, (Mehrere Themen verbinden den wirtschaftlichen Aufbau mit der Konsolidierung der Verteidigung), Hanoi 1975
- Đại thắng mùa xuân (Frühlingssieg), Hanoi 1977, Neuauflage 1995
- Chiến tranh nhân dân, quốc phòng toàn dân, (Volkskrieg, Landesverteidigung aller Menschen), Hanoi 1978
- Sức mạnh giữ nước vĩ đại của dân tộc Việt Nam trong kỷ nguyên mới, (Die große Verteidigungskraft des vietnamesischen Volkes in der neuen Ära), Hanoi 1979
- Thế hệ trẻ Việt Nam với sự nghiệp bảo vệ tổ quốc, xã hội chủ nghĩa, (Die junge Generation Vietnams mit dem Anliegen, das Heimatland und den Sozialismus zu schützen), Hanoi 1981
- Bước ngoặt lớn của cuộc kháng chiến chống Mỹ, (Der große Wendepunkt im Widerstandskrieg gegen Amerika), Hanoi 1989
- Đi theo con đường của Bác. Hồi ký, (Auf dem Weg von Onkel Ho. Eine Erinnerung), Hanoi 1993
- Về cuộc kháng chiến chống Mỹ cứu nước, (Über den Widerstandskrieg gegen Amerika zur Rettung des Landes), Hanoi 1996

in deutscher Sprache
- Die großen Siegeserfahrungen aus dem Volkskrieg gegen den USA-Zerstörungskrieg, Ost-Berlin, 1967

in englischer Sprache
- South Vietnam; U.S. defeat inevitable, Hanoi 1967
- Our great spring victory. An account of the liberation of South Vietnam, New York City 1977
- Vietnam, military problems today, Hanoi 1982

## Hintergrundliteratur
- Directory of Officials of the Socialist Republic of Vietnam. A Reference Aid, Bände 7–25, US National Foreign Assessment Center, 1980 (Onlineversion)
- Directory of Officials of the Socialist Republic of Vietnam. A Reference Aid, 1983 (Onlineversion)
- Ronald Bruce Frankum: Historical Dictionary of the War in Vietnam, Scarecrow Press, 2011, ISBN 978-0-81087-9-560, S. 473 (Onlineversion (Auszug))
- Major Gregory Heritage: The Fall Of South Vietnam. An Analysis Of The Campaigns, Normanby Press, 2015, ISBN 978-1-78625-0-094